# Округ Арустук (Мејн)
Арустук (енгл. Aroostook County) је округ у америчкој савезној држави Мејн.

## Демографија
По попису из 2010. године број становника је 71.870, што је 2.068 (-2,8%) становника мање него 2000. године.
| Група             | 2000.          | 2010.          |
| Белци             | 71.309 (96,4%) | 68.341 (95,1%) |
| Афроамериканци    | 281 (0,4%)     | 455 (0,6%)     |
| Азијати           | 351 (0,5%)     | 312 (0,4%)     |
| Хиспаноамериканци | 441 (0,6%)     | 667 (0,9%)     |
| Укупно            | 73.938         | 71.870         |